# خدمات کتابخانه ملی کنیا

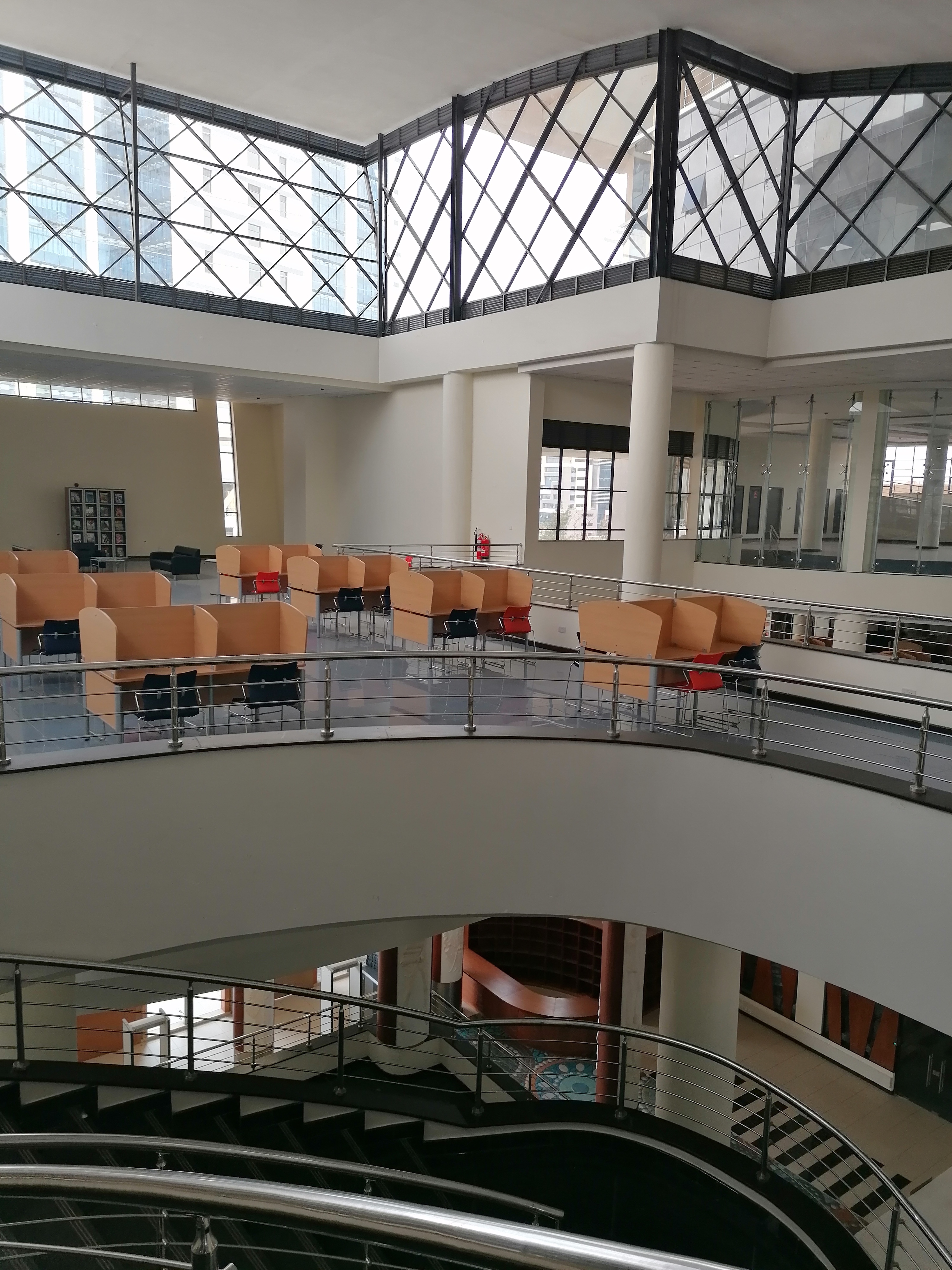
منطقه مطالعه

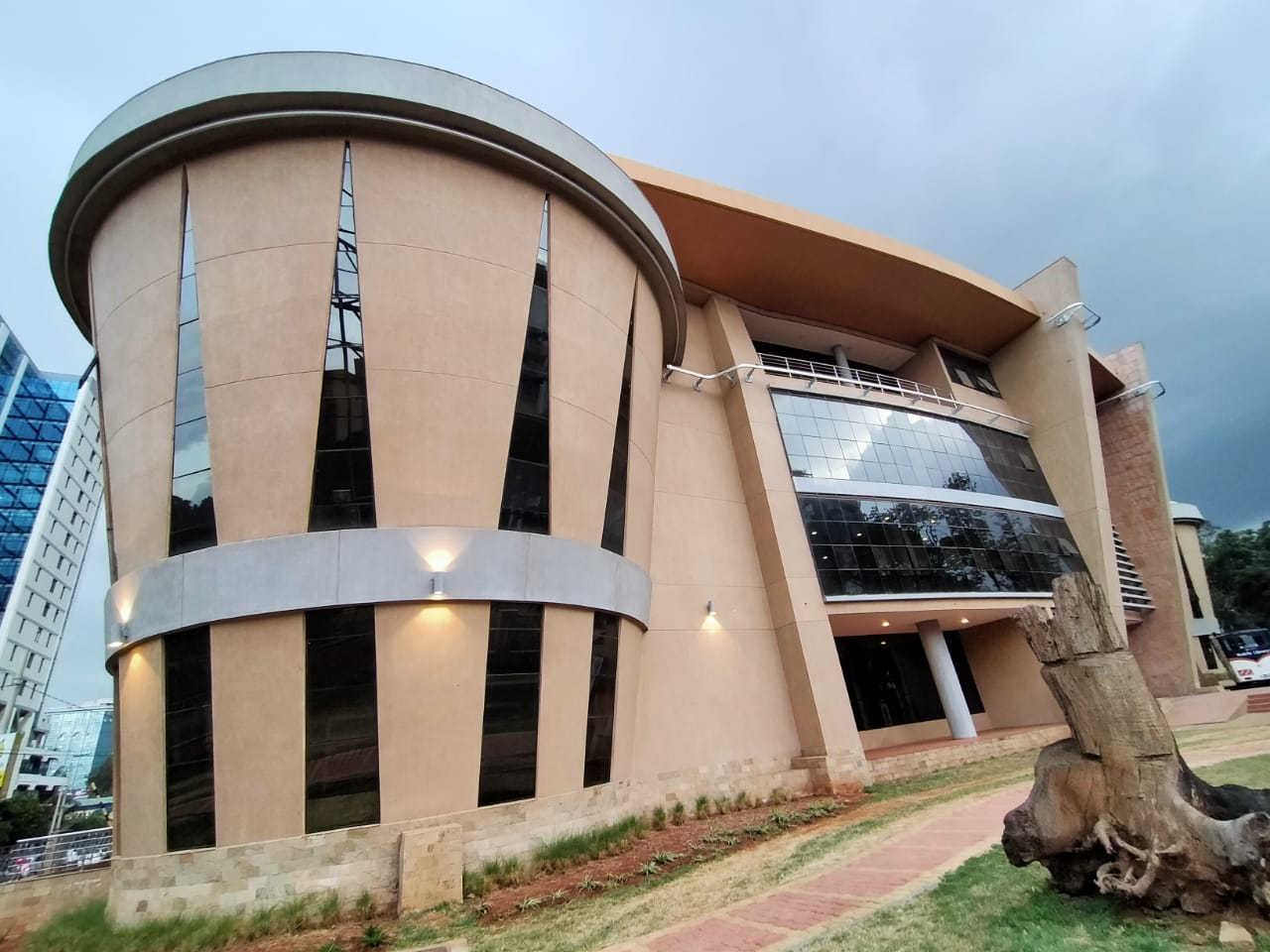
ساختمان مکتبا کو

خدمات کتابخانه ملی کنیا (KNLS) یک شرکت خدماتی دولت کنیا با مأموریت «ترویج، تأسیس، تجهیز، مدیریت، نگهداری و توسعه کتابخانه‌ها در کنیا» است. این شرکت در ارائه خدمات خود، نقش دوگانه کتابخانه عمومی و کتابخانه ملی کنیا را ایفا می‌کند. KNLS در سال ۱۹۶۵ به موجب قانونی از پارلمان کنیا تأسیس شد تا خدمات کتابخانه‌ای و اطلاعاتی را به عموم مردم کنیا ارائه دهد. خدمات کتابخانه عمومی در ۶۴ شعبه خود در سرتاسر کنیا در دسترس است، در حالی که خدمات کتابخانه ملی در دفتر مرکزی واقع در نایروبی ارائه می‌شود.

## خدمات کتابخانه ملی در کنیا

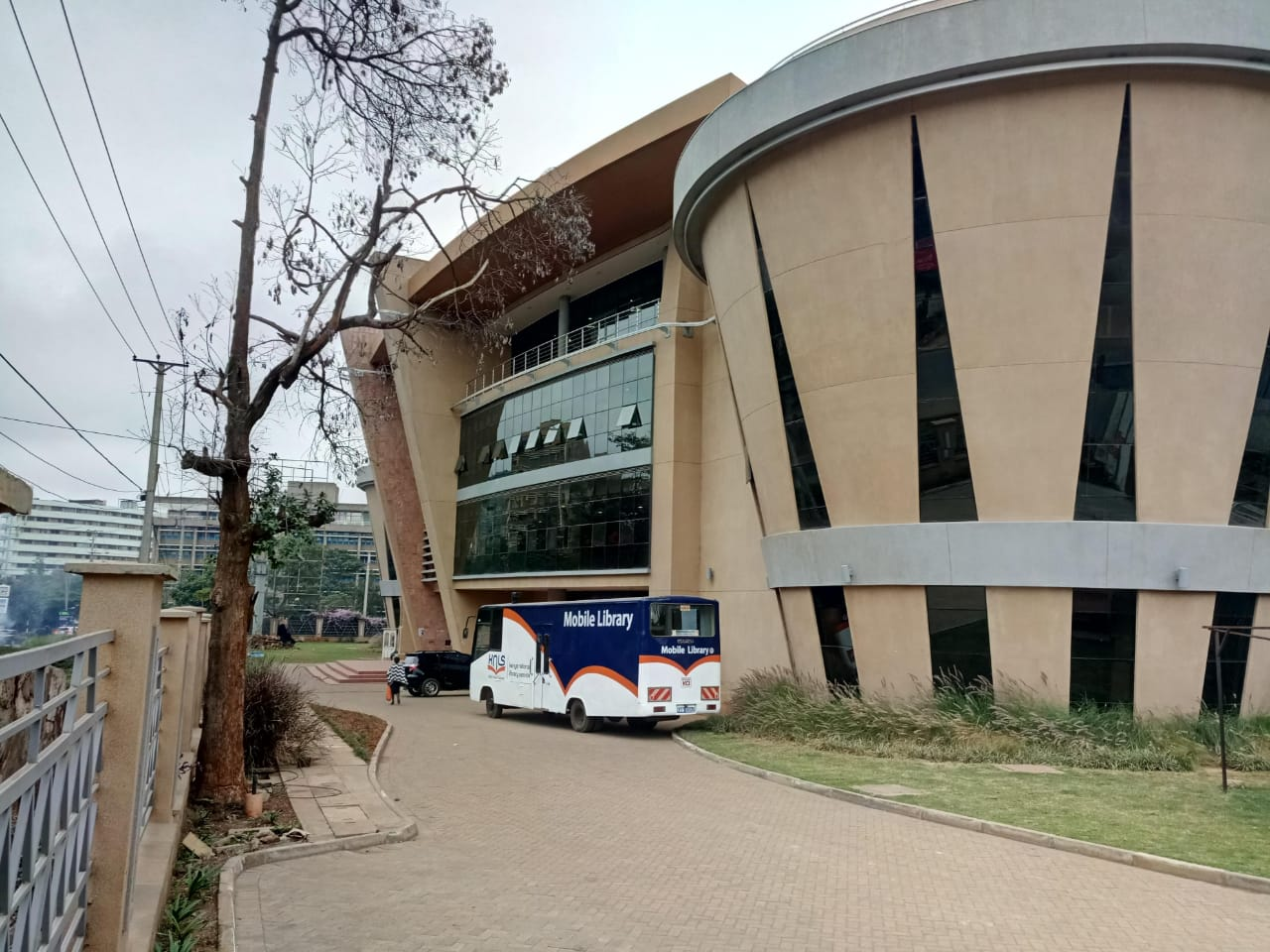
کتابخانه KNLS

خدمات کتابخانه ملی در کنیا توسط سرویس کتابخانه ملی کنیا از طریق بخش کتابخانه ملی (NLD) ارائه می‌شود. این به‌عنوان مخزن سپرده‌های قانونی مطابق با قانون کتاب و روزنامه (CAP) 111قانون کنیا عمل می‌کند که حفظ کتاب‌ها، مجلات و سایر نشریات تولید شده در این کشور را تسهیل می‌کند.

## خدمات
این کتابخانه خدمات زیر را ارائه می‌دهد:
- امانت دادن به بزرگسالان، خردسالان
- خدمات کتابخانه سیار[۸]
- امانت بین کتابخانه‌ای
- مشاوره در زمینه خدمات کتابخانه
- کمک فنی در توسعه کتابخانه به موسسات دولتی و خصوصی علاقه‌مند
- دسترسی رایگان به کامپیوتر و اتصال به اینترنت
- اطلاعات بهداشتی
- خدمات به افراد کم بینا
- آموزش کاربری
- خدمات دیجیتالی‌سازی
- بازی‌های رومیزی برای کاربران بالای ۱۴ سال
- خدمات مرکز داده[۹]
- این کتابخانه همچنین کتاب‌های الکترونیکی را ارائه می‌دهد که می‌توان به صورت آنلاین به آنها دسترسی داشت